# مشيئة
المشيئة لغة معنى يكون به الفعل مرادا، أخذت من الشيء.
ومشيئة الله عبارة عن تجلي الذات والعناية السابقة لإيجاد المعدوم أو إعدام الموجود. وإرادته عبارة عن تجليه لإيجاد المعدوم، فالمشيئة أعم من وجه من الإرادة، ومن تتبع مواضع استعمالات المشيئة والإرادة في القرآن يعلم ذلك، وإن كان بحسب اللغة يستعمل كل منهما مقام الآخر.

## الفرق بين المشيئة والإرادة
الإرادة والمشيئة عبارتان عن صفة في الحيّ توجب تخصيص أحد المقدورين في أحد الأوقات بالوقوع مع استواء نسبة القدرة إلى الكلّ. وقال أحمد جند في حاشيته لا فرق بين المشيئة والإرادة إلّا عند الكرّاميّة حيث جعلوا المشيئة صفة واحدة أزلية لله تعالى تتناول ما شاء الله من حيث يحدث، والإرادة حادثة متعدّدة بتعدّد المرادات انتهى. وعلى مذهب الحكيم هي العناية الأزلية المسمّاة بالقضاء كذا ذكر المولوي عبد الحكيم في حاشية شرح المواقف في بحث القديم هذا.
والمولوي عبد الرحمن الجامي قال بتغاير الــمشيئة والإرادة حيث قال في الفصّ اللّقمانية إنّ الــمشيئة توجّه الذات الإلهية نحو حقيقة الشيء ونفسه اسما كان ذلك الشيء أو صفة أو ذاتا، والإرادة تعلّق الذات الإلهية بتخصيص أحد الجائزين من طرفي الممكن أعني وجوده وعدمه، فالإرادة إذا تعلّقت بالماهية ترجّح تارة جانب وجوده وتارة جانب عدمه، بخلاف الــمشيئة فإنّ متعلّقها نفس الماهية من غير ترجّح أحد جانبيها. فعلى هذا إذا توجّهت الذات الإلهية نحو صفة الإرادة واقتضت تعلّقها بأحد طرفي الممكن كما هو مقتضاها لا يبعد أن يسمّى ذلك التوجّه مشيئة الإرادة. فهذا الذي ذكرنا من التقدّم الذاتي للمشيئة على الإرادة وإمكان الاختلاف في متعلّق الإرادة دون الــمشيئة هو الفرق بينهما، وأمّا من جهة اتحادهما بالنسبة إلى الهوية الغيبية الذاتية فعينهما سواء انتهى. وقال في الفصّ الأول مشيئة الله هي الاختيار الثابت له وليس اختياره سبحانه على النحو المتصوّر من اختيار الخلق الذي هو تردّد واقع بين أمرين كلّ منهما ممكن الوقوع عنده فيترجّح أحدهما لمزيد مصلحة وفائدة لأنّ هذا مستنكر في حقّه، إذ لا يصحّ لديه تردّد ولا إمكان حكمين مختلفين، بل لا يمكن غير ما هو المعلوم المراد في نفسه. فإن قلت فكيف يصحّ قولهم إن شاء أوجد العالم وإن لم يشاء لم يوجد. قلت صدق الشرطية لا يقتضي صدق المقدّم أو إمكانه، فقوله إن لم يشأ غير صادق بل غير ممكن. وفي الجرجاني مشيئة الله عبارة عن تجلية الذّات والعناية السّابقة لإيجاد المعدوم أو إعدام الموجود، وإرادته عبارة عن تجليته لإيجاد المعدوم، فالمشيئة أعمّ من وجه من الإرادة ومن تتبع مواضع استعمالات الــمشيئة والإرادة في القرآن يعلم ذلك وإن كان بحسب اللغة يستعمل كلّ منهما مقام الآخر اهـ

-المشيئة تقتضي الوجود , و لذلك قالوا ما شاء الله كان , و ما لم يشأ لم يكن .
-الارادة لا تقتضي الوجود , قد نريد الشيء من الناس لكن الناس لا يفعلوا,
-[يُرِيدُ اللهُ بِكُمُ اليُسرَ وَلاَ يُرِيدُ بِكُمُ العُسرَ],
يريد الناس أن يعبدوه[ يُرِيدُ اللهُ بِكُمُ اليُسرَ ] , و الانسان قد يريد لنفسه العسر. 
- لذلك ما شاء الله كان , و ما لم يشأ لم يكن .